# Gar Anthony Haywood
Pour les articles homonymes, voir Haywood.
Gar Anthony Haywood, né le 22 mai 1954 à Los Angeles, en Californie, aux États-Unis, est un écrivain américain, auteur de roman policier et de thriller.

## Biographie
En 1988, il publie son premier roman, Fear of the Dark, pour lequel il est lauréat du prix Shamus 1989 du meilleur premier roman. C'est le premier volume d'une série consacrée à Aaron Gunner, un détective privé noir qui évolue à Los Angeles.
En 1996, il fait paraître une nouvelle, And Pray Nobody Sees You, qui a pour héros Aaron Gunner et grâce à laquelle il remporte le prix Anthony 1996 de la meilleure nouvelle.
Comme scénariste, il travaille pour la télévision américaine et signe notamment des épisodes des séries télévisées policières New York Undercover et Washington Police.

## Œuvre

### Romans

#### SérieAaron Gunner
- Fear of the Dark (1988)
- Not Long for This World (1990)
- You Can Die Trying (1993)
- It's Not a Pretty Sight (1996)
- When Last Seen Alive (1997)
- All The Lucky Ones Are Dead (2000)
- Good Man Gone Bad (2019)

#### SérieJoe et Dottie Loudermilk
- Going Nowhere Fast (1994)
- Bad News Travels Fast (1995)
- Nowhere to Go and All Day to Get There (2014)

#### Autres romans
- Cemetery Road (2009)
- Assume Nothing (2011)
- Firecracker (2014)
- Man Eater (2014)

### Nouvelles

#### SérieAaron Gunner
- And Pray Nobody Sees You (1996)
- It's Always the Quiet Ones (2000)
- The Lamb Was Sure to Go (2010)

#### Autre nouvelle
- Third Santa from the Left (1999)

## Filmographie

### À la télévision
- 1986 : 2 épisodes de la série télévisée américaine Défenseurs de la Terre (Defenders of the Earth)
- 1996 : Without Mercy, épisode de la série télévisée américaine New York Undercover
- 1998 : Bad As I Wanna Be: The Dennis Rodman Story, téléfilm américain réalisé par Jean de Segonzac
- 1999 : Le ciel est en feu (en) (The Sky's On Fire), téléfilm américain réalisé par Dan Lerner
- 2002 : Convictions, épisode de la série télévisée américaine Washington Police

## Prix et distinctions

### Prix
- Prix Shamus 1989 du meilleur premier roman pour Fear of the Dark[1]
- Prix Anthony 1996 de la meilleure nouvelle pour And Pray Nobody Sees You[2]

### Nomination
- Prix Anthony 1989 du meilleur premier roman pour Fear of the Dark[2]